# 僧院

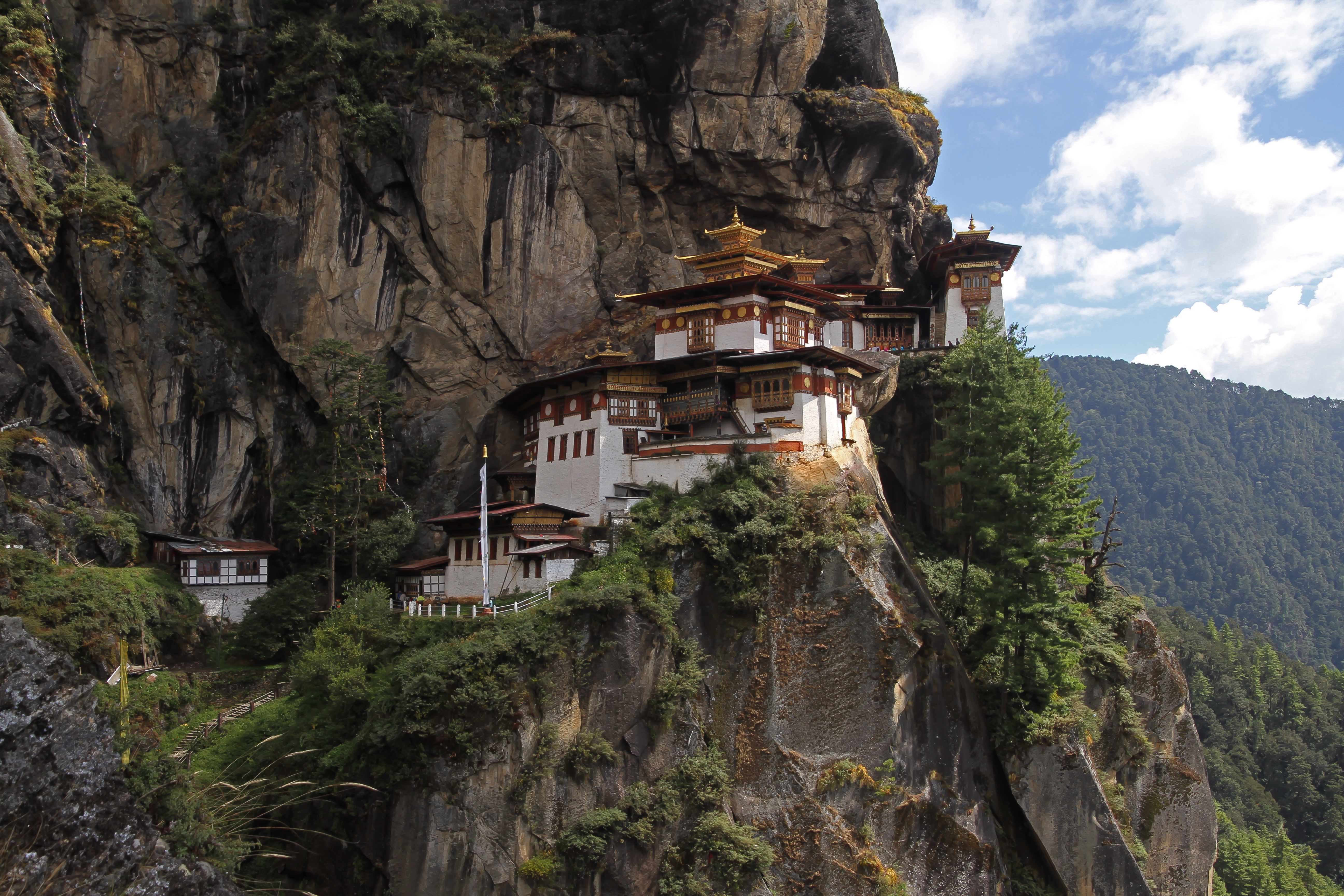
位於帕羅的塔克桑寺僧院

僧院是一种宗教机构，是供出家修行者修行、生活的地方，在許多宗教中均有此机构。

## 基督教

### 歷史
追溯基督教的隐居修道的传统，甚至可以上溯至犹太教的爱色尼派。2世纪-3世纪，有一些隐修士（如俄利根）在埃及的沙漠定居，过苦修生活。他们为数不多，也不为教会领导层所欢迎。隐修的生活方式是由底比斯的保罗（Paul of Thebes）（d. c. 345）和圣安东尼（Anthony the Great）（ca.251 - 356）发动的。这时期主要是个人隐修。初期的隐修运动与新柏拉图主义有密切的关系。
埃及亚历山大城的主教亚他那修主張把隱修士納入教會管理，得到了當時東方的加帕多家教父及西方的安波羅修、金口若望、耶柔米和奧古斯丁的支持。帕科繆於4世紀在埃及南部創設第一所基督教修道院。但帕科繆和巴西流的分歧非常大。帕科繆的修道院依然保持了不少苦修的傳統；而巴西流則主張修士要過平靜和正常的生活，免得承襲了苦修主義的那種個人主義。基本上以後的修道院都基於巴西流的主張。
卡西恩在贝特雷姆做了修士，385年—400年间，他旅居下埃及，并编纂了《教诲》和《讲座》，对西方（普罗旺斯）的修道机构有深远影响。
6世纪，意大利的圣本笃于罗马攻读文学历史之后，退隐修道。529年，在卡西诺山（Monte Cassino）建立了本笃修道院。他为修道院所写的规章，定下了修道院的管理方针和修士道德及生活的准则。此规章在查理大帝统治期间广为传播，从此其他修道院均以此为准。本笃被封为圣人，他所创立的本笃会也是最古老的修会。将近500年时间，欧洲的修道院都遵行圣本笃规章。其後歐洲各地的本篤修道院，控有大量地產，並為封建軍隊供應不少武士，並且與世俗的王侯密切共管國家事務。
11世纪后期，出现教会革新和新的修道会。其中最有影响力的包括1097年在法国创立的熙笃会、奧斯定會，13世纪的托钵僧团体方济各会和道明会等。他们主张过苦修生活，强调静默祷告，教堂简陋，没有私人财产。瘟疫横行时期，还兴建医院医治和照顾病人。

### 制度
依照圣本笃的规章，修士的生活重点是祷告和工作。

### 祷告
《旧约圣经·聖詠集》说：“我一日要讚美你七次”，因此每天要祷告七次，从凌晨3点起，每3小时祷告一次，依次为早祷、晨祷、第三时祷告、正午祷告、申时祷告、晚祷、夜祷，然后就寝。每日祷告时间總和约4小时。

### 工作
圣本笃认为修道院应该自给自足，避免仰赖外界捐助。因此修道院内自行生产各种生活必需品。院内有磨坊、面包房、菜圃、酒窖、手工作坊、马厩，甚至牧场。修道院因此开辟不少良田，有的修士还精通农业技术或酿酒技术。据说法国的香槟酒就是圣本笃修会的修士Dom Perignon首先酿制的。
修士每天必须有固定时间阅读和抄写圣经典籍。这一传统既发展出了泥金装饰手抄本的卓越艺术，亦为文化的保存、传递、研究做出了莫大的贡献。
接待远方来的宾客，包括难民、流浪者和朝圣者，也是修道院的重要工作。这一职能后来发展为医院、教育和社会服务。

### 禁欲
本笃会的会规规定会士不可婚娶。

## 历史评价
聖本篤的法規有兩個缺點：
1. 本篤的法規成為西方修道主義的藍本，取初期修院的體制而代之。埃及與敍利亞僧侶因此而失傳了。
2. 本篤的法規側重實際的情形，是僧侶生活的箴規，但對於屬靈的洞察與超自然的冥想就遠不如東方修士的造詣了。[4]

### 教育与学术
帕科繆规定，修道院必须具备一所精心保养的图书馆。
789年，查理大帝规定每座修道院都要办一所学校，由有学问的修士教导年轻人“七艺”，并阅读古典作品。这时的修道院还肩负教育功能，许多修道院甚至成了欧洲的文化与教育中心。